# Saint-Didace
Saint-Didace es un municipio parroquial canadiense situado en la provincia de Quebec.

## Superficie
Saint-Didace tiene una superficie de 99,6 km².

## Demografía
En 2021, tenía 688 habitantes, una densidad poblacional de 6,9 hab./km², y 523 viviendas.